# Катастрофа Ил-76 под Абаканом
Катастрофа Ил-76 под Абаканом — авиационная катастрофа, произошедшая в среду 27 ноября 1996 года. Военно-транспортный самолёт Ил-76МД ВВС России выполнял грузовой рейс по маршруту Москва—Абакан—Петропавловск-Камчатский, но через 9 минут после вылета из Абакана из-за ошибки экипажа врезался в сопку около устья реки Туба. Погибли все находившиеся на его борту 23 человека — 10 членов экипажа и 13 пассажиров.

## Самолёт
Ил-76МД (заводской номер 0093492778, серийный 70-05) был выпущен Ташкентским авиационным заводом в апреле 1989 года. Самолёт получил регистрационный номер CCCP-78804 и поступил в 369-й военно-транспортный авиационный полк ВВС СССР, который базировался на аэродроме Джанкой (Крымская область). В дальнейшем борт RA-78804 был переведён в 192-й военно-транспортный авиаполк, который базировался на аэродроме Укурей (Забайкальский район), а в 1995 году был перебазирован на аэродром Оренбург-2 (Оренбургская область). Оснащён четырьмя турбореактивными двигателями Д-30КУ производства Рыбинского моторостроительного завода.

## Экипаж
- КВС-инструктор — майор Андрей Олегович Яковлев; пилот 1-го класса, командир отряда.
- Командир экипажа (КВС) — майор Андрей Витальевич Бережной.
- Сменный КВС — майор Виктор Николаевич Сивокоз.
- Помощник командира — капитан Кирилл Владимирович Ляпушкин.
- Сменный помощник командира — старший лейтенант Александр Николаевич Рыбак.
- Штурман — старший лейтенант Дмитрий Александрович Качура.
- Бортинженер — капитан Андрей Георгиевич Усков.
- Бортрадист — старший прапорщик Александр Витальевич Смирнов.
- Бортоператор — капитан Вадим Васильевич Беликов.
- Воздушный стрелок — старший прапорщик Владимир Александрович Храпак.

## Хронология событий

### Предшествующие обстоятельства
Осенью 1996 года Правительство России поставило перед военно-транспортной авиацией задачу — совершить 120 рейсов в северные районы, которыми требовалось доставить народнохозяйственные грузы, включая продовольствие и одежду. Самолёт Ил-76МД с бортовым номером RA-78804 выполнял один из таких рейсов, который начинался в московском аэропорту Раменское и должен был закончиться в аэропорту Елизово, что в Петропавловске-Камчатском. В связи с большой продолжительностью полёта на борту самолёта находились 2 экипажа (2 командира и 2 помощника командира). Перелёт из Москвы до Абакана, который являлся промежуточной остановкой на маршруте, прошёл без отклонений. В аэропорту Абакан самолет RA-78804 был дозаправлен, пилотировали его в это время КВС Бережной и помощник КВС Ляпушкин.

### Вылет из Абакана, катастрофа
В 23:45 по местному времени (16:45 UTC), после прогрева двигателей, самолет RA-78804 занял позицию на старте ВПП. На его борту находились 10 членов экипажа, 13 пассажиров (11 взрослых и 2 ребёнка) и 30 тонн груза общей стоимостью более 3 000 000 000 неденоминированных рублей. Максимальная взлётная масса самолёта по документам составляла 190 тонн. После получения разрешения самолёт выполнил взлёт в северном направлении и начал набор высоты. По свидетельствам очевидцев, набор высоты происходил медленно. В начале взлёта отметка самолета RA-78804 исчезла с экрана радиолокатора и должна была появиться, когда самолёт поднимется до высоты 200 метров. Через 2,5 минуты после взлёта (в 23:46:27) экипаж доложил: 78804-й на первом, вправо на Минусинск, дальнейший набор; отметка самолёта при этом не появлялась на радиолокаторе. Авиадиспетчер передал: 804-й, набирайте на Раздолье, на выход из зоны, эшелон 1800, 1500 доложите. Пилоты подтвердили: 800, 1500 доложу; это было последнее радиосообщение с борта RA-78804.
Отметка самолёта на радиолокаторе всё не появлялась, поэтому в 23:49:42 диспетчер круга попробовал вызвать экипаж: 804-й нажатие! 78804-й нажатие! 78804-й нажатие! 78804-й нажатие дайте?! 78804-й нажатие! 804-й нажатие!. Однако ответа не было. В 23:52:55 диспетчер круга передал диспетчеру аэродрома, что связь с самолетом RA-78804 пропала. Примерно через 1-2 минуты чабаны увидели появившееся в темноте зарево и услышали взрыв. Высланный поисковый вертолёт вскоре обнаружил на склоне одной из сопок в 13,4 километрах от аэропорта Абакана у слияния рек Туба и Енисей горящие обломки. В 23:54 по местному времени (16:54 UTC) Ил-76МД самолет RA-78804 врезался в сопку и полностью разрушился, все 23 человека на его борту погибли.
Как только авиалайнер исчез из поля зрения радиолокационных станций, на поиски немедленно отправили вертолет Ми-8.
Спустя несколько часов после катастрофы на место прибыли дополнительные силы спасателей, сотрудники прокуратуры, руководство МЧС и военно-транспортной авиации. Разбор места крушения продолжался два дня: найденные тела складывали в помещение кошары, а затем забирали на экспертизу. Поиски были осложнены выпавшим снегом (около 20 см), что было нехарактерно для этого времени года . 

## Расследование
Самолет RA-78804 с трудом оторвался от ВПП, предположительно, из-за перегруза. На высоте 50 метров при скорости 320 км/ч были убраны шасси, когда вскоре в кабине экипажа прозвучал сигнал о критически низкой скорости, поэтому КВС принял решение убрать механизацию крыла и чуть опустить нос, чтобы некоторой потерей высоты увеличить скорость. Согласно схеме выхода из зоны аэропорта, первый разворот должен был выполняться на расстоянии 4 километра от ВПП и на высоте не менее 200 метров. Но так как на имеющихся у экипажа картах впереди никаких возвышенностей не было обозначено, то командир принял решение выполнить разворот только по достижении высоты 200 метров. Авиадиспетчер в свою очередь при докладе экипажа о выполнении взлёта не стал пытаться определить их местонахождение. Затем в кабине экипажа трижды прозвучал сигнал ССОС об опасном сближении с землёй, но пилоты на них не отреагировали. В 13 километрах от взлётной полосы аэропорта Абакана высота 200 метров была наконец достигнута, после чего экипаж начал выполнять разворот на курс 74°, но уже через несколько секунд летевший в темноте с креном 14-15° самолет RA-78804 врезался в необозначенную на картах сопку высотой 337 метров и взорвался. При взлёте по правилам холм не должен был представлять опасности.

## Прочие последствия
В 1999 году заместителя военного прокурора Абакана Дмитрия Ушанова осудили на три года за кражу денег с места катастрофы. Спасатели обнаружили сумку с деньгами (принадлежала бизнесмену Конищеву) во время разбора места крушения и передали ее прокурору, однако он не приобщил находку к материалам дела, а спрятал у себя в кабинете. Позже солдаты, которые охраняли кабинет прокурора, нашли сумку с деньгами и украли 20 млн рублей. Позже один из офицеров обнаружил у солдат деньги. Солдаты сознались в краже и были взяты под стражу, а Ушанов попал под следствие. У него нашли только 42 млн рублей. 